# (8431) Haseda
(8431) Haseda (1997 YQ13) – planetoida z pasa głównego asteroid okrążająca Słońce w ciągu 4,7 lat w średniej odległości 2,81 au. Odkryta 31 grudnia 1997 roku.